# Marcus Salvidenus Proculus
Marcus Salvidenus Proculus war ein im 1. Jahrhundert n. Chr. lebender römischer Politiker.
Durch Münzen ist belegt, dass Proculus während der Regierungszeit von Vespasian (69–79) Statthalter in der Provinz Bithynia et Pontus war; er amtierte möglicherweise 75/76 in der Provinz.
Marcus Salvidenus Asprenas war wahrscheinlich der Bruder von Proculus.